# Moonbootica

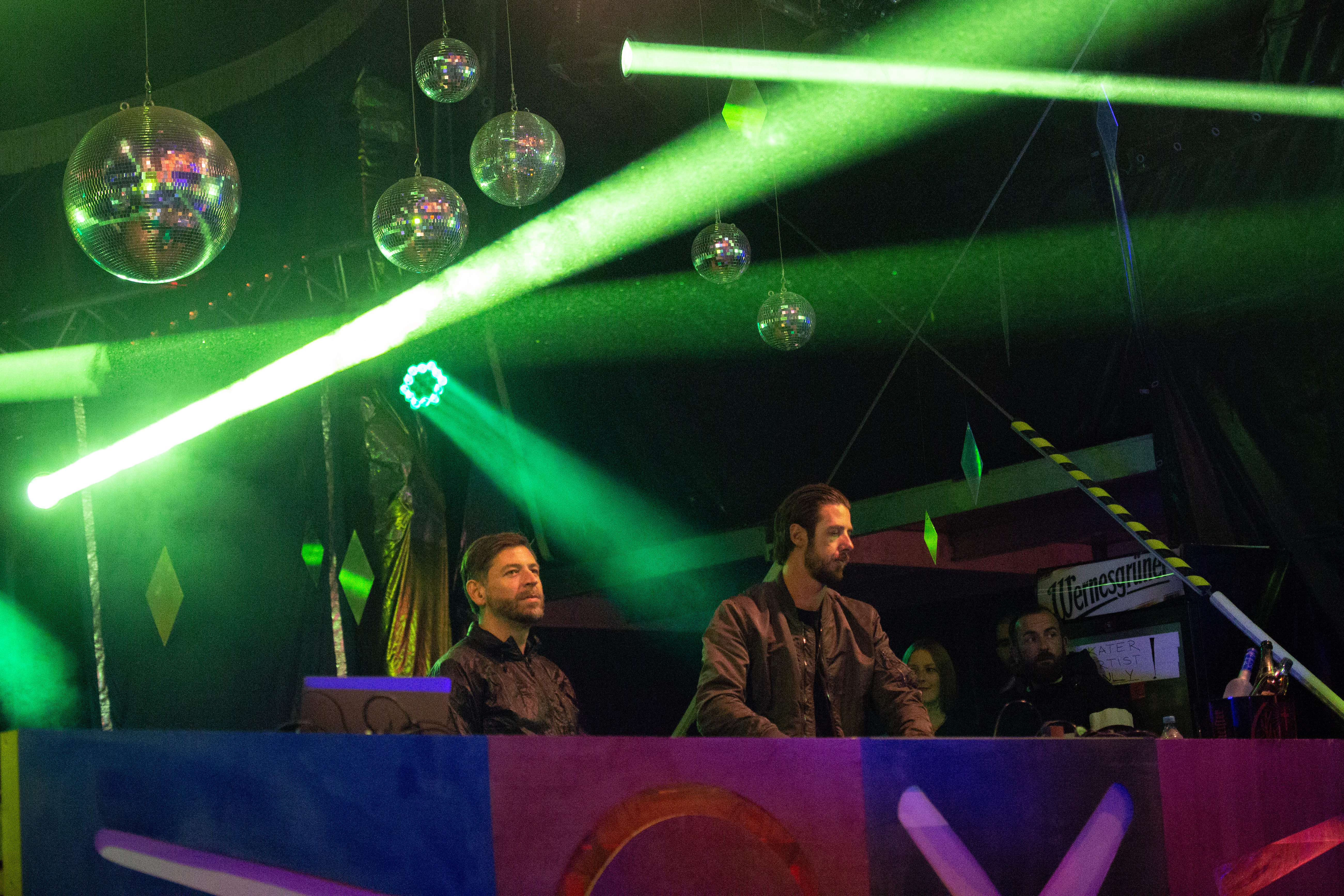
Moonbootica, SonneMondSterne 2018

Moonbootica to nazwa pod którą tworzą Dj KoweSix i Tobi Tobsen/Tobitob (wcześniej członkiem był Fünf Sterne Deluxe).
Zespół powstał w Hamburgu w Niemczech. Reprezentują oni muzykę House (połączenie electro house i funky house/french house) z niewielką domieszką hip-hopu.

## Single
- Moonbootation (06/2001)
- Get it on (04/2002)
- Mau Mau high (01/2003)
- We 1,2 Rock / Roll the Dice (01/2004)
- Bulldog beats (07/2004)
- June / Mustang (02/2005)
- Listen (08/2005)
- Pretty little angel (12/2005)
- Mopedgang (04/2006)
- Wattbird / Break of light (10/2006)
- Jump Around (09/2007)
- Der Mond feat. Jan Delay (10/2007)
- Strobelight (05/2009)
- The Ease (11/2009)
- Men Of The Future (02/2010)
- Tonight (01/2011)

## Albumy
- DJ Sounds Good (03/2004)
- Moonbootica (10/2005)
- ...And Then We Started To Dance (2006)
- Moonlight Welfare (10/2007)
- Our Disco Is Louder Than Yours (05/2012)

## Kompilacje
- DJ sounds good (03/2004)
- ... and then we started to dance (10/2006)
- Moonbootique Records Present Sound (2007)